# Mitscher (lớp tàu khu trục)
Lớp tàu khu trục Mitscher là một lớp tàu khu trục thử nghiệm bao gồm bốn chiếc được Hải quân Hoa Kỳ chế tạo không lâu sau Chiến tranh Thế giới thứ hai. Lớn hơn đáng kể so với mọi lớp tàu khu trục trước đó (cho dù vẫn nhỏ hơn so với tàu khu trục thử nghiệm được đóng ngay trước chúng, chiếc Norfolk (DL-1)), lớp Mitscher đã có thể trở thành lớp tàu khu trục đầu tiên sau chiến tranh nếu như chúng không được xếp lại lớp đang khi chế tạo thành những soái hạm khu trục (DL: Destroyer Leader). Được cho nhập biên chế trong giai đoạn 1953-1954, hai chiếc trong lớp đã phục vụ cho đến năm 1969 và bị tháo dỡ trong thập niên 1970. Hai chiếc còn lại được cải biến thành tàu khu trục tên lửa điều khiển (DDG), phục vụ cho đến năm 1978, và bị bán để tháo dỡ vào năm 1980.

## Mô tả
Cả bốn chiếc lớp Mitscher đều được thiết kế theo dự án SCB 5 và đặt hàng vào ngày 3 tháng 8, 1948. Chúng được đặt tên theo các đô đốc nổi bật trong Chiến tranh Thế giới thứ hai. Mỗi chiếc có trọng lượng choán nước nhẹ 3.331 tấn Anh (3.384 t), 3.642 tấn Anh (3.700 t) tiêu chuẩn và 4.855 tấn Anh (4.933 t) khi đầy tải. Chúng có chiều dài 494 foot (151 m), mạn tàu rộng 50 foot (15 m) và mớn nước 26 foot (8 m). Ngoài các đặc tính chung, mỗi chiếc có cấu hình động lực và các hệ thống khác biệt nhằm xác định đặc tính tối ưu cho thiết kế tàu khu trục trong tương lai.
Lớp Mitscher là thiết kế chiến thắng trong cuộc tranh luận nội bộ của Hải quân giữa những khái niệm thiết kế khác nhau. Với việc ra đời của lớp Mitscher, việc chế lớp tàu tuần dương phòng không CL-154 bị hủy bỏ, và không có thêm chiếc nào khác thuộc lớp Norfolks được chế tạo; cả hai quyết định đều dựa trên cơ sở phân tích chi phí và hiệu quả.
Đến đầu thập niên 1960, những chiếc lớp Mitscher được hiện đại hóa theo dự án CIP (Class Improvement Program), bao gồm việc thay thế nồi hơi trên hai chiếc đầu của lớp tàu.

## Cải biến sang tàu DDG

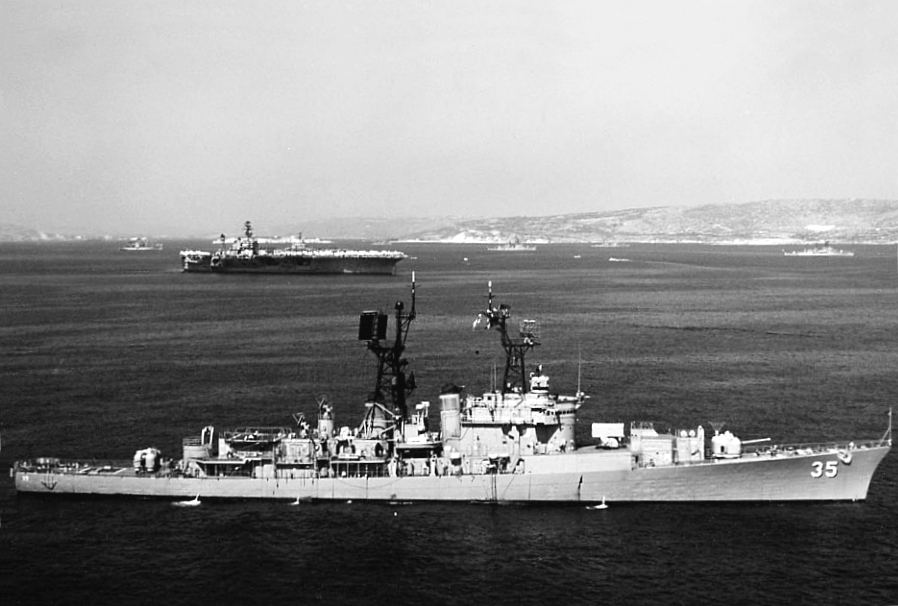
USS Mitscher (DDG-35) sau khi cải biến thành tàu mang tên lửa điều khiển, 1971.

Hai chiếc đầu tiên trong lớp, Mitscher (DL-2) và John S. McCain (DL-3), được cải biến thành tàu khu trục tên lửa điều khiển theo dự án SCB 241 vào giữa thập niên 1960, lần lượt trở thành các chiếc DDG-35 và DDG-36 tương ứng.

## Những chiếc trong lớp
| Tên (số hiệu lườn)    | Xưởng đóng tàu                       | Đặt lườn          | Hạ thủy          | Nhập biên chế     | Xuất biên chế     | Số phận                                                                |
| --------------------- | ------------------------------------ | ----------------- | ---------------- | ----------------- | ----------------- | ---------------------------------------------------------------------- |
| Mitscher (DL-2)       | Bath Iron Works                      | 3 tháng 10, 1949  | 26 tháng 1, 1952 | 15 tháng 5, 1953  | 1 tháng 6, 1978   | Xếp lại lớp DDG-35, tháng 6, 1968; bán để tháo dỡ, 1 tháng 8, 1980     |
| John S. McCain (DL-3) | Bath Iron Works                      | 24 tháng 10, 1949 | 12 tháng 7, 1952 | 12 tháng 10, 1953 | 29 tháng 4, 1978  | Xếp lại lớp DDG-36, 6 tháng 9, 1969; bán để tháo dỡ, 13 tháng 12, 1979 |
| Willis A. Lee (DL-4)  | Bethlehem Steel, Fore River Shipyard | 1 tháng 11, 1949  | 26 tháng 1, 1952 | 5 tháng 10, 1954  | 19 tháng 12, 1969 | Bán để tháo dỡ, 1 tháng 6, 1973                                        |
| Wilkinson (DL-5)      | Bethlehem Steel, Fore River Shipyard | 1 tháng 2, 1950   | 23 tháng 4, 1952 | 29 tháng 7, 1954  | 19 tháng 12, 1969 | Bán để tháo dỡ, 1 tháng 6, 1973                                        |